# Vietnam International 2013
Die Vietnam International 2013 im Badminton fanden vom 26. März bis zum 31. März 2013 in Hanoi statt.

## Sieger und Platzierte
| Disziplin    | Gold                               | Silber                      | Bronze                        |
| ------------ | ---------------------------------- | --------------------------- | ----------------------------- |
| Herreneinzel | Chan Kwong Beng                    | Ng Ka Long                  | Pannawit Thongnuam            |
| Herreneinzel | Chan Kwong Beng                    | Ng Ka Long                  | Loh Wei Sheng                 |
| Dameneinzel  | Hana Ramadhini                     | Pornpawee Chochuwong        | Chen Hsiao-huan               |
| Dameneinzel  | Hana Ramadhini                     | Pornpawee Chochuwong        | Millicent Wiranto             |
| Herrendoppel | Liao Min-chun Yang Po-han          | Chan Yun Lung Wong Wai Hong | Goh Jian Hao Yew Hong Kheng   |
| Herrendoppel | Liao Min-chun Yang Po-han          | Chan Yun Lung Wong Wai Hong | Lu Ching-yao Tseng Min-hao    |
| Damendoppel  | Lam Narissapat Puttita Supajirakul | Poon Lok Yan Tse Ying Suet  | Wang Pei-rong Kuo Yu-wen      |
| Damendoppel  | Lam Narissapat Puttita Supajirakul | Poon Lok Yan Tse Ying Suet  | Chiang Mei-hui Hung Shih-han  |
| Mixed        | Chan Yun Lung Tse Ying Suet        | Lee Chun Hei Chau Hoi Wah   | Wang Chi-lin Lee Chia-hsin    |
| Mixed        | Chan Yun Lung Tse Ying Suet        | Lee Chun Hei Chau Hoi Wah   | Liao Min-chun Chen Hsiao-huan |